# Oberschan
Oberschan (im lokalen Dialekt Schaa oder Oberschaa) ist eine Ortschaft und ein Dorf in der politischen Gemeinde Wartau im Kanton St. Gallen.

## Geographische Lage
Oberschan ist das höchstgelegene Dorf der politischen Gemeinde Wartau, welche die südlichste Gemeinde der Region Werdenberg ist. Oberschan liegt am Fusse des Alviers und der Gauschla. Etwas unterhalb von Oberschan liegt Malans. Fährt man durch Oberschan, erreicht man nach kurzer Zeit talabwärts die kleinen Dörfer Gretschins und Fontnas sowie später das Dorf Weite.

## Geschichte

Luftbild von Werner Friedli (1964)

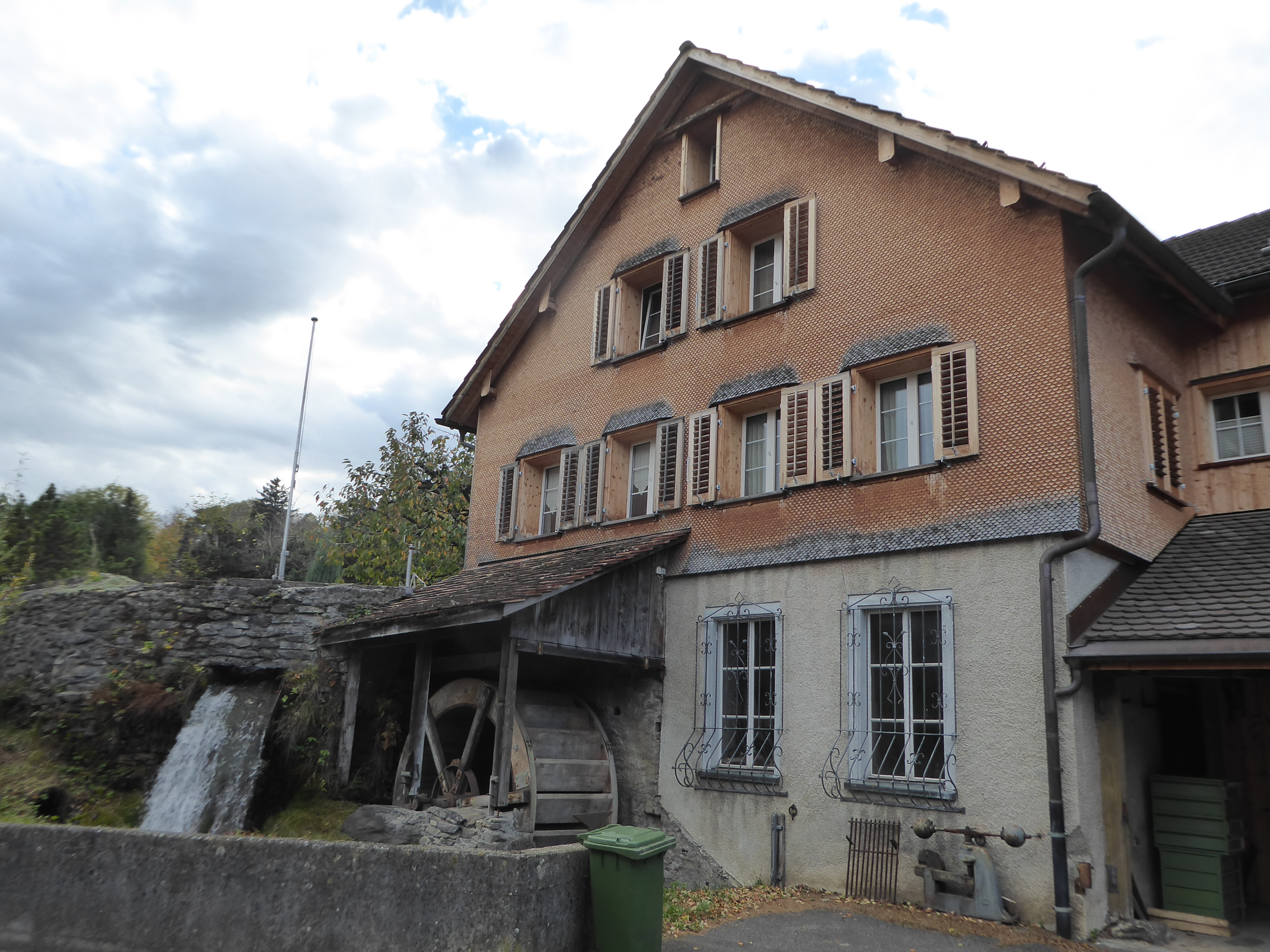
Hammerschmiede (2022)

Ein Weg von Sevelen nach Oberschan ist seit der jüngeren Steinzeit belegbar. Romanische Flurnamen zeugen von den Rätiern und den Römern. Oberschan wurde um 843 als «Scanava» im rätischen Reichsgutsurbar erstmals erwähnt. Im 11. Jahrhundert wurde der Ort als «Scana» oder «Scanna» bezeichnet. Im Mittelalter gehörte Oberschan zum gräflich-sargansischen Herrschaftsgebiet unter der Hoheit Sarganser Grafen und nicht zur Herrschaft Wartau. Nach Jahrzehnten politischer Instabilität beanspruchten ab 1483 die Eidgenossen als Herren der Landvogtei Sargans die Hoheit über Oberschan. Kirchlich gehörte Oberschan zur Pfarrei Gretschins.
1821 zerstörte ein Dorfbrand grosse Teile von Oberschan. Der Wiederaufbau fiel in die Zeit des Klassizismus, was bei vielen Giebelhäusern erkennbar ist. Um 1900 hatte Oberschan 612 Einwohner, die von der Viehzucht, Milchwirtschaft und
dem Obstbau sowie vom Holzhandel lebten. Einen willkommenen Nebenverdienst bot damals die Stickerei als Heimindustrie. 1848 wurde das Kurhauses Alvier eröffnet, das einen bescheidenen Tourismus nach Oberschan gebracht hat. In den letzten Jahrzehnten entstanden einige Einfamilienhäuser.

## Bevölkerung
Oberschan, inklusive Gretschins und Malans, hat 838 Einwohner (Stand Dezember 2019).
Die Bevölkerung gehört überwiegend der reformierten Konfession an und wird durch die evangelisch-reformierte Kirchgemeinde Wartau betreut. Der katholische Bevölkerungsteil gehört zur Pfarrei Wartau, die zur Seelsorgeeinheit Werdenberg gehört.

## Bildung

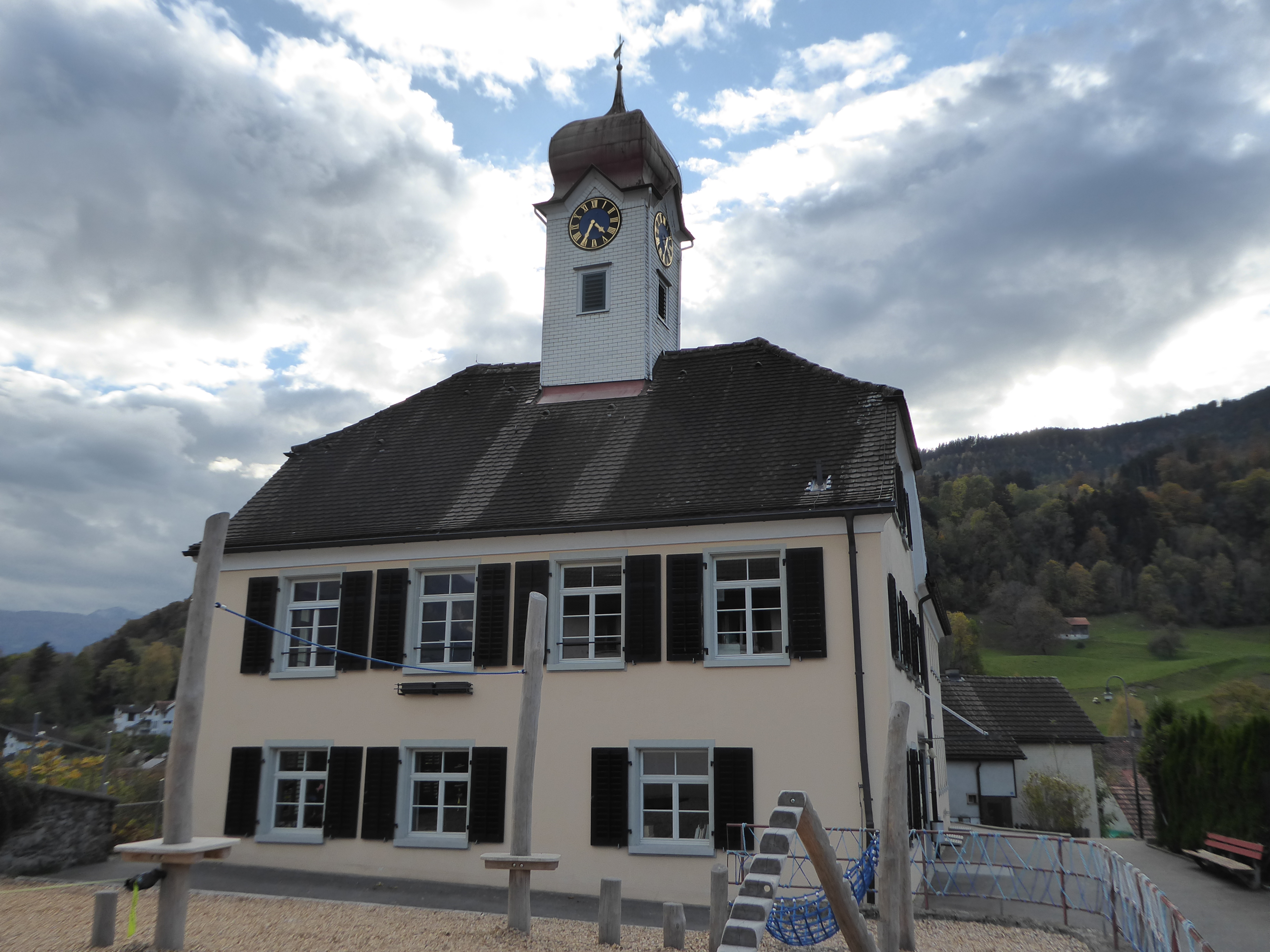
Schulhaus (2022)

Die Primarschüler aus den Dörfern Oberschan, Malans und Gretschins werden im Schulhaus Bühl (1. bis 6. Klasse) in Oberschan unterrichtet. Im Mehrzweckgebäude Oberschan (MZO) befinden sich die Turnhalle und der Kindergarten. Die Oberstufenschüler werden im Oberstufenzentrum Seidenbaum unterrichtet, das in der Rheinebene östlich von Azmoos und nordöstlich von Trübbach liegt.

## Sehenswürdigkeiten

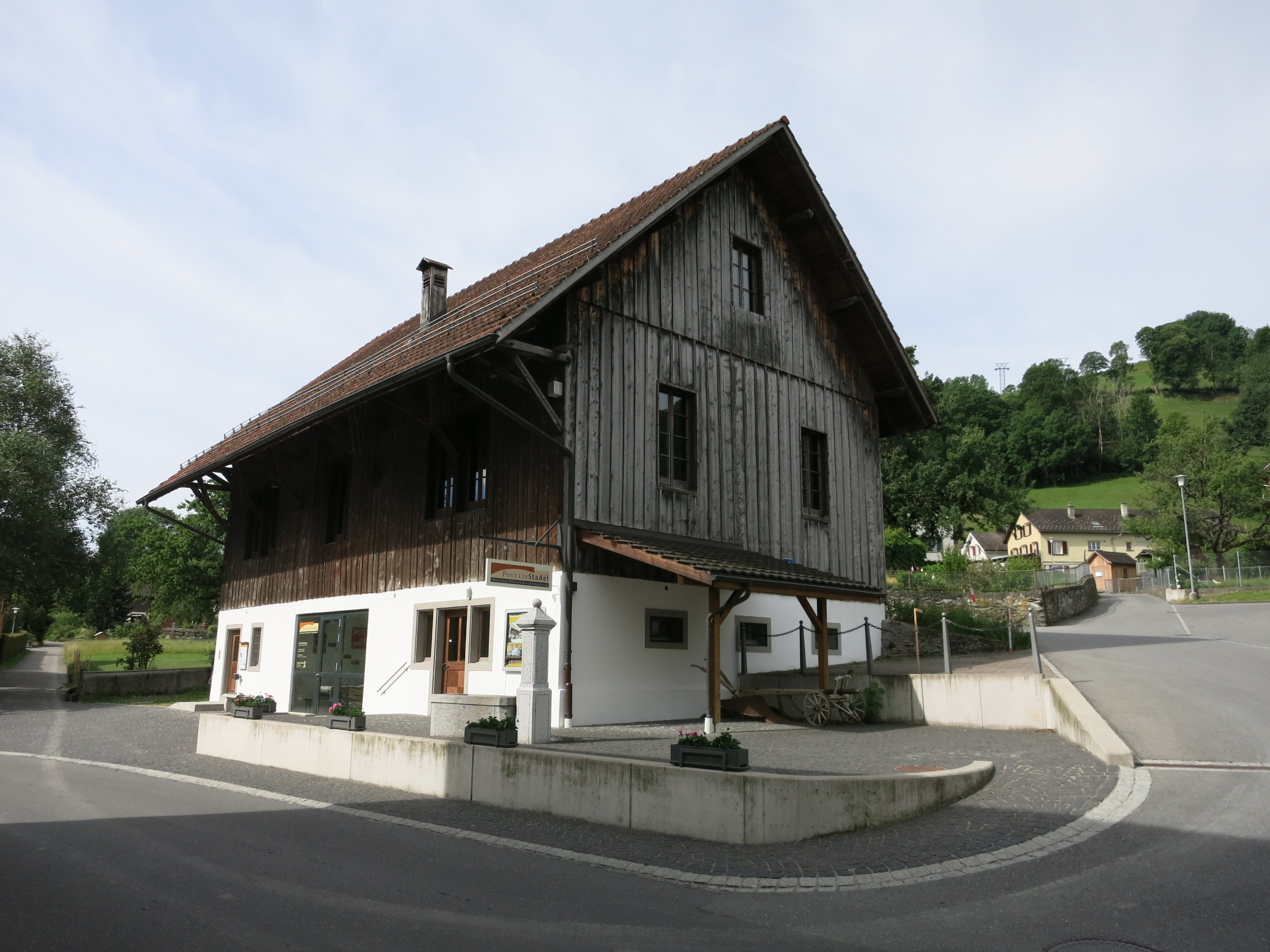
Museum Postlis Stadel (2017)

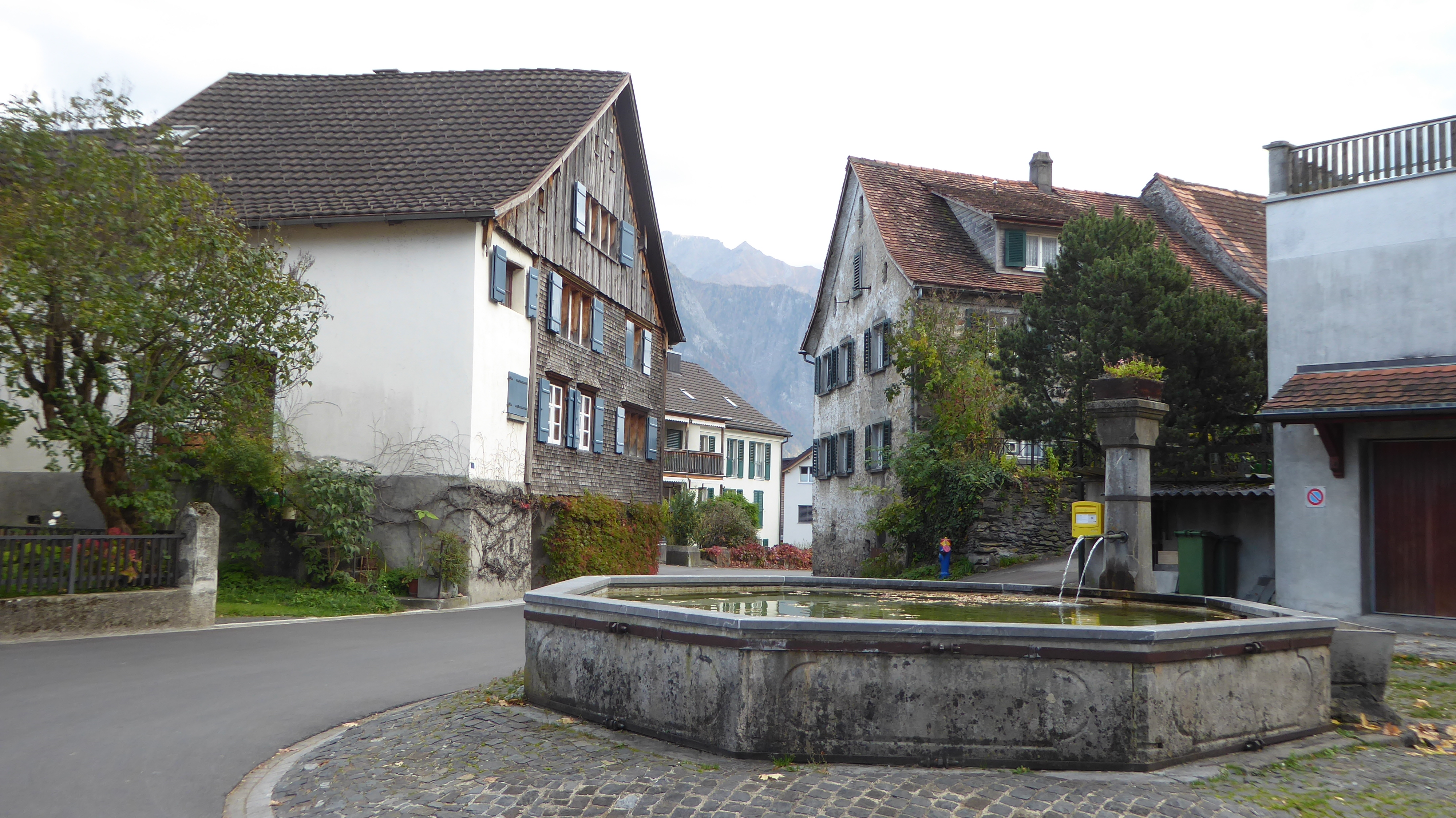
Grosser Dorfbrunnen (2022)

Oberschan ist im Inventar der schützenswerten Ortsbilder der Schweiz aufgeführt.
- Der Wartauer Sagen- und Geschichtenweg ermöglicht einen Einblick in diverse Sagen und Geschichten aus Wartau und führt unter anderem auch durch die Felder und Sümpfe des «Schaner Riet».
- Postlis Stadel, heimatkundliches Museum im Zentrum des Dorfes
- Hammerschmiede, unmittelbar neben Postlis Stadel
- Hotel Alvier mit „Heidispielplatz“, erreichbar mit einer Gondelbahn
- Naturbad Oberschan, Freibad mit Quellwasser
- Wander- und Bikewege im Gebiet Palfries (ehemalige Walsersiedlung)
- Festung Magletsch bei Gretschins

## Vereine

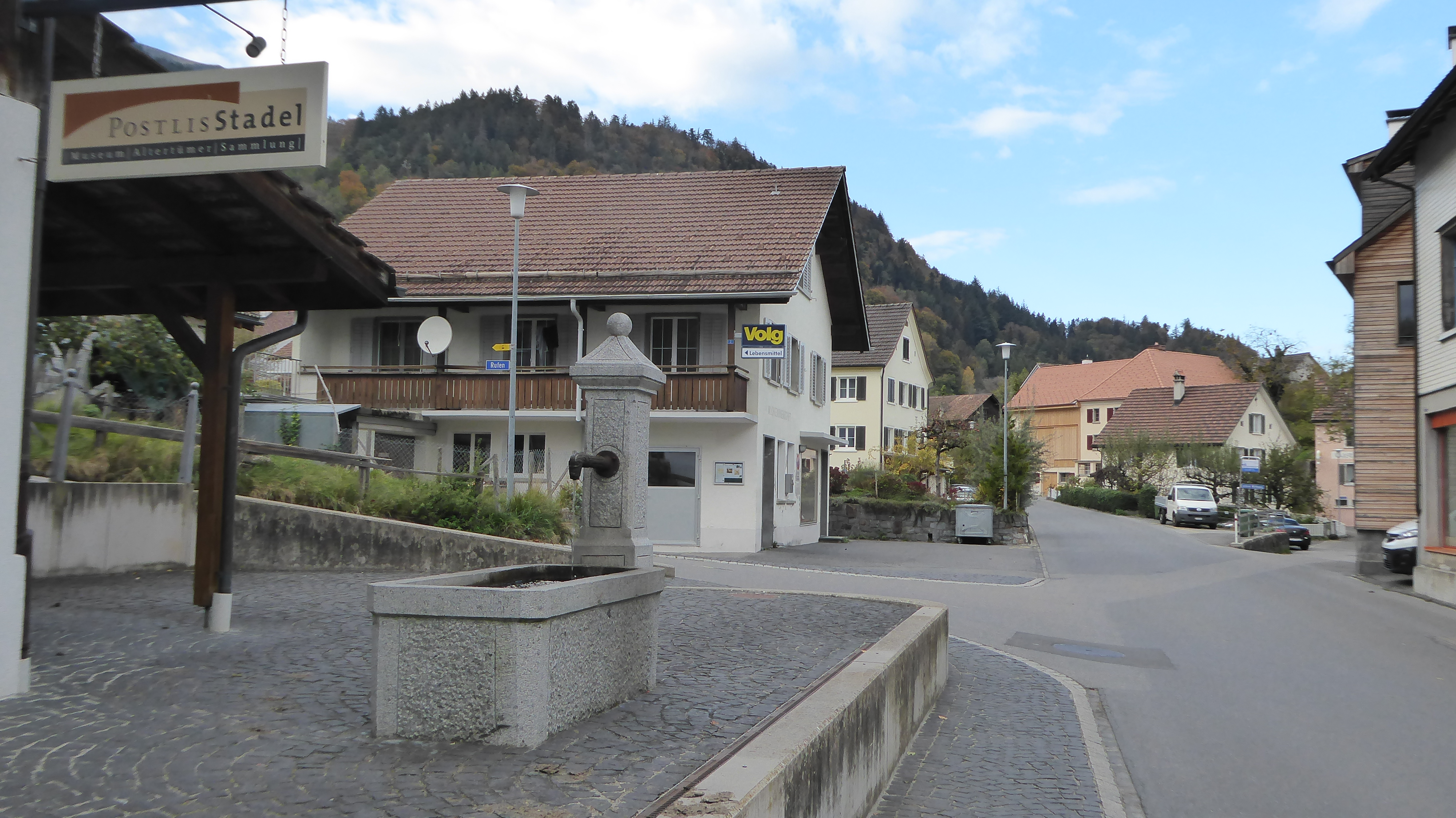
Ein Dorfladen dient Versorgung der örtlichen Bevölkerung. (2022)

- Der Turnverein Oberschan wurde 1886 gegründet.
- Die Musikgesellschaft Oberschan ist ein Zusammenschluss freiwilliger Musikanten aus Oberschan.
- Der Schützenverein Oberschan wurde 1887 gegründet.

## Events
Regelmässig stattfindende Veranstaltungen sind (u. a.):
- Ökumenischer Berggottesdienst auf dem „Heidispielplatz“
- Turnerunterhaltung des TV Oberschan
- Malanser Platzkonzert der Musikgesellschaft Oberschan
- Nachtschiessen des Schützenvereins im September

## Brauchtum
In Oberschan gehen jedes Jahr an Silvester die «Silveschterchläus» von Haus zu Haus, klopfen den Besuchten auf die Schulter und wünschen ein gutes neues Jahr. Als Silvesterkläuse werden meist junge Männer (auch junge Frauen, sogenannte Chlausmeitli) eingesetzt. Häufig wird den Kläusen von Hausbesitzern ein Glas Glühwein offeriert.